# Symploce cristata
Symploce cristata är en kackerlacksart som beskrevs av Rehn, J. A. G. och Morgan Hebard 1927. Symploce cristata ingår i släktet Symploce och familjen småkackerlackor.
Artens utbredningsområde är Haiti. Inga underarter finns listade i Catalogue of Life.